# AnimeLand
 (novembre 2019).
AnimeLand est un magazine français consacré à l'animation japonaise et au manga. Il est édité par Anime manga presse. Le premier numéro est sorti en avril 1991. Mensuel jusqu'en septembre 2013, il devient bimestriel à la suite des difficultés économiques de la presse écrite. En décembre 2014, Anime News Network reprend le magazine. En décembre 2018, AnimeLand passe à une publication trimestrielle. En avril 2020, à partir du numéro 230, AnimeLand change de format et prend la forme d'un mook.

## Histoire

### Fanzine
AnimeLand fut tout d'abord un fanzine spécialisé dans le cinéma d'animation asiatique dont le premier numéro parut en avril 1991. Il fut dans un premier temps édité par l'association loi de 1901 Animarte dont les principaux représentants au cours de ses premières années d'existence étaient Vincent Osée Vu, Pascal Laffine, Yvan West Laurence et Cédric Littardi.

### Magazine

Logo du magazine de mars 1996 à juillet 2005

Logo du magazine de septembre 2005 à décembre 2012

En avril 1996, AnimeLand se professionnalise et sort en kiosque à un rythme mensuel, publié par la société Anime Manga Presse. Yvan West Laurence reste son rédacteur en chef, et Tibor Clerdouet remplace bientôt Cédric Littardi à la direction de publication. Le magazine traite également du cinéma d'animation occidental.
À la suite de difficultés, Cédric Littardi accepte de revenir prendre la direction de la société pendant un an. À la rentrée 2005, AnimeLand se recentre sur l'animation japonaise et les mangas avec une nouvelle formule ; le magazine s'attache à l'actualité en France en anime et en manga et à l'actualité au Japon en production anime. Le magazine propose des analyses et des lectures de plusieurs niveaux sur une même œuvre. En septembre 2013, le magazine passe bimestriel en raison des difficultés économiques de la presse écrite,. En décembre 2018, AnimeLand passe à une publication trimestrielle.
En avril 2020, à partir du numéro 230, AnimeLand change de format et prend la forme d'un mook.

### Des professionnels de l'animation
La plupart des rédacteurs et internes au magazine sont devenus, par la suite, des professionnels de l'animation et des médias. Olivier Fallaix, anciennement rédacteur en chef d'AnimeLand travaille pour la plateforme Crunchyroll.
L'un des fondateurs du magazine, Cédric Littardi, reprend la direction de Kazé en 2001 après d'une entrée au capital de Kazé de la société Manga Distribution. En 2012, Il fonde un centre culturel des cultures de l'imaginaire, Le dernier bar avant la fin du monde, situé en plein cœur de Paris au 19 avenue Victoria. En mai 2015, un second « dernier bar avant la fin du monde » ouvre à Lille au 12 rue de Pas.
Dans le film The Garden of Words de Makoto Shinkai, un clin d’œil lui est rendu par le réalisateur. En effet, son nom est inscrit en tant qu'auteur du livre que l'héroïne du film offre au héros.
Les pages du magazine ont également vu parcourir la plume de Matthieu Pinon, spécialiste reconnu de la culture japonaise et de l'animation, auteur de plusieurs livres dont Un Siècle d'animation japonaise et Histoire(s) du manga moderne, entre autres.
La rédactrice Bounthavy Suvilay fonde en 2009 IG Magazine, un magazine bimestriel consacré aux jeux vidéo et à la culture vidéoludique.
Mais également le rédacteur Gersende Bollut, devenu auteur des mooks Hommage aux Studios Disney éternels enchanteurs ou Hommage au studio Pixar vers le génie et au-delà.

### Anime & Manga Grand Prix
L’Anime & Manga Grand Prix est une récompense décernée par le magazine français AnimeLand à des œuvres ou des personnalités du monde de l’anime film d'animation japonaise et du manga, remis tous les ans depuis sa création en 1994.

### Rédacteurs en chef
- Yvan West Laurence (1991 - 2006)
- Olivier Fallaix (2006 - 2013)
- Marichka Besse, Marion Cochet-Grasset et Mélanie Ramet (2014-2017)
- Steve Naumann (2017 - 2020)
- Sébastien Célimon (2020 - 2023)
- Joséphine Lemercier et Bruno de la Cruz (2023 - )